# Max Lippmann
Max Lippmann (Poznań 16 de febrer de 1906 - Mainz 26 de gener de 1966) va ser un periodista i polític alemany, diputat del Partit Socialdemòcrata Alemany al parlament regional (landtag) de Hessen.
Max Lippmann va treballar com a redactor del Gymnasium, comentarista de ràdio i periodista de cinema i emissió al Breslauer Rundfunk. Després de l'arribada dels nacionalsocialistes al poder, Lippmann va emigrar de 1933 a 1948 a Praga, París i després a Londres. Durant la seva etapa a França, Lippmann va ser internat. Després del seu retorn a Alemanya, va ser membre permanent de l'Autocontrol Voluntari de la Indústria Cinematogràfica (FSK) i va ocupar càrrecs d'honor en associacions culturals. També va ser director del Grup Europeu de Recerca en qüestions de refugiats (AFR). El Deutschen Institut für Filmkunde va comprometre Lippmann, que era d'origen jueu i fins i tot havia experimentat les conseqüències de l'emigració i l'internament, per a la revisió crítica de la indústria cinematogràfica nazi.
Des de l'1 de desembre de 1954 fins al 30 de novembre de 1958 va ser membre del parlament regional de Hessen pel SPD. Fins a la seva mort, Lippmann va viure a Wiesbaden. Va formar part dels jurats del Festival Internacional de Cinema de Sant Sebastià 1959 i del Festival Internacional de Cinema de Cannes el 1960.